# 片隅 (THE RAMPAGE from EXILE TRIBEの曲)
『片隅』（かたすみ）は、THE RAMPAGE from EXILE TRIBEの21枚目のシングル。 2023年11月8日にrhythm zoneから発売された。

## 概要
前作「Summer Riot 〜熱帯夜〜/Everest」から3カ月ぶりのシングル。「CD+DVD」、「CD+Blu-ray」、「CD」 の全3形態 で発売。カップリングには映画『MY (K)NIGHT　マイ・ナイト』のインスパイアソングを、ボーカル3人それぞれのソロ曲として音源化。DVDとBlu-rayには「片隅」のミュージック・ビデオとMVメイキング、ボーカルソロ3曲のMUSIC SHORTが収録。

## ミュージックビデオ
「片隅」のミュージック・ビデオは、2023年10月24日にYouTube上で公開された。「エスコート」をテーマにしたミュージックビデオは、1920年代の上海を舞台に男女の複雑な恋愛模様が繰り広げられるストーリー仕立てのMVとなったEXILEの「Ti Amo」のミュージックビデオとコラボレーション。パフォーマンス部分の振付は、メンバーの藤原樹が担当した。

## メディアでの使用
片隅
- 映画『MY (K)NIGHT　マイ・ナイト』主題歌

## 収録曲
CD
1. 片隅 / THE RAMPAGE [4:17]
作詞：小竹正人、作曲：MATS LIE SKARE・FAST LANE
2. 世界が変わってしまったけれど / 川村壱馬 [4:24]
作詞：小竹正人、作曲：MATS LIE SKARE・FAST LANE・ANDREW CHOI
3. I'll be your (k)night / RIKU [3:20]
作詞：小竹正人、作曲：TAYLOR DEXTER・WESLEY SINGERMAN・XANSEI・PATRICK “J.QUE” SMITH
4. Blankie / 吉野北人 [4:06]
作詞：小竹正人、作曲：春川仁志・Safari Natsukawa、編曲：春川仁志
5. 片隅 (Instrumental) / THE RAMPAGE
6. 世界が変わってしまったけれど (Instrumental) / 川村壱馬
7. ll be your (k)night (Instrumental) / RIKU
8. Blankie (Instrumental) / 吉野北人

DVD
1. 片隅 (MUSIC VIDEO) / THE RAMPAGE
2. 世界が変わってしまったけれど (MUSIC SHORT) / 川村壱馬
3. I'll be your (k)night (MUSIC SHORT) / RIKU
4. Blankie (MUSIC SHORT) / 吉野北人
5. 片隅 (MUSIC VIDEO MAKING MOVIE)